# Apostolischer Palast

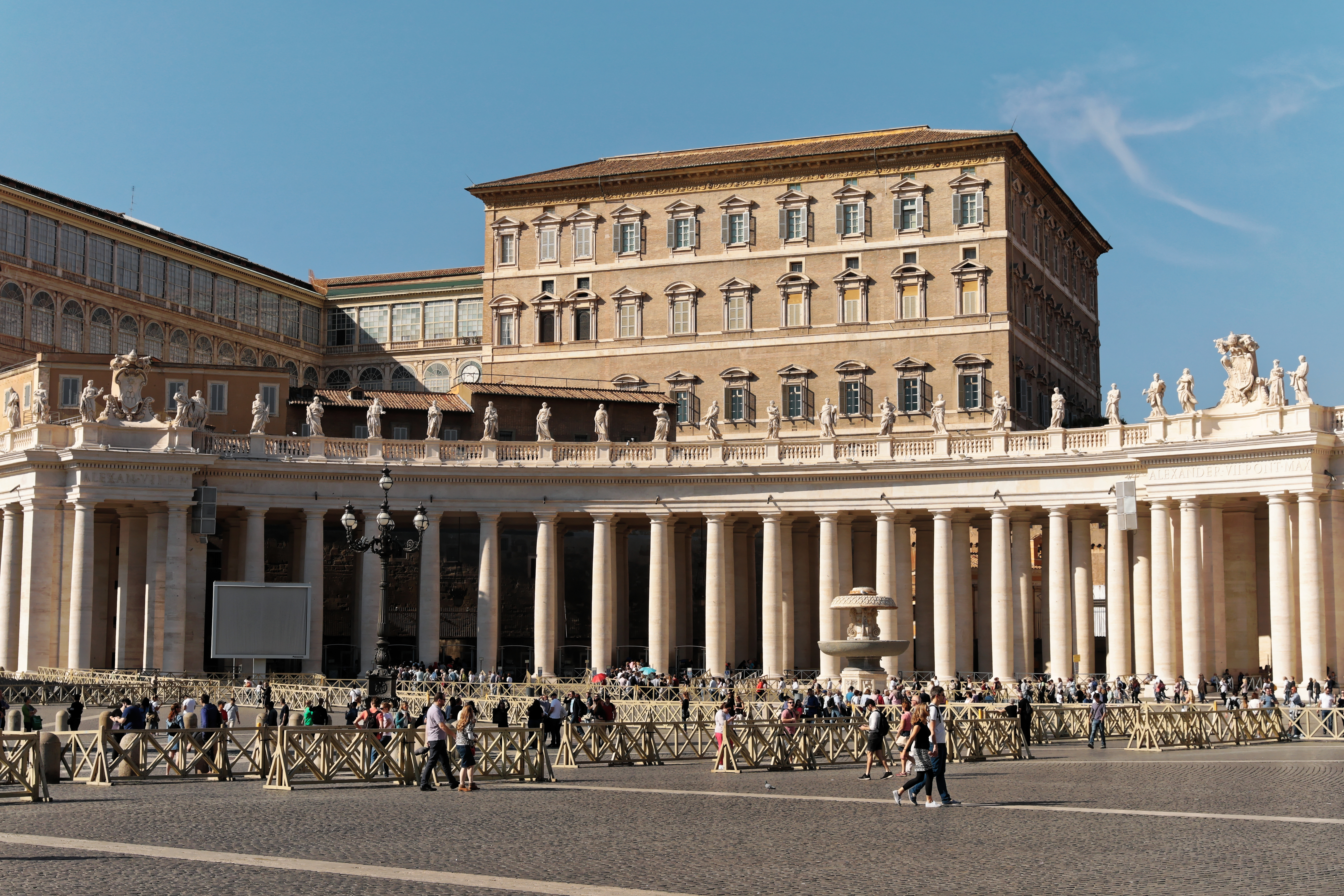
Blick vom Petersplatz zum Apostolischen Palast

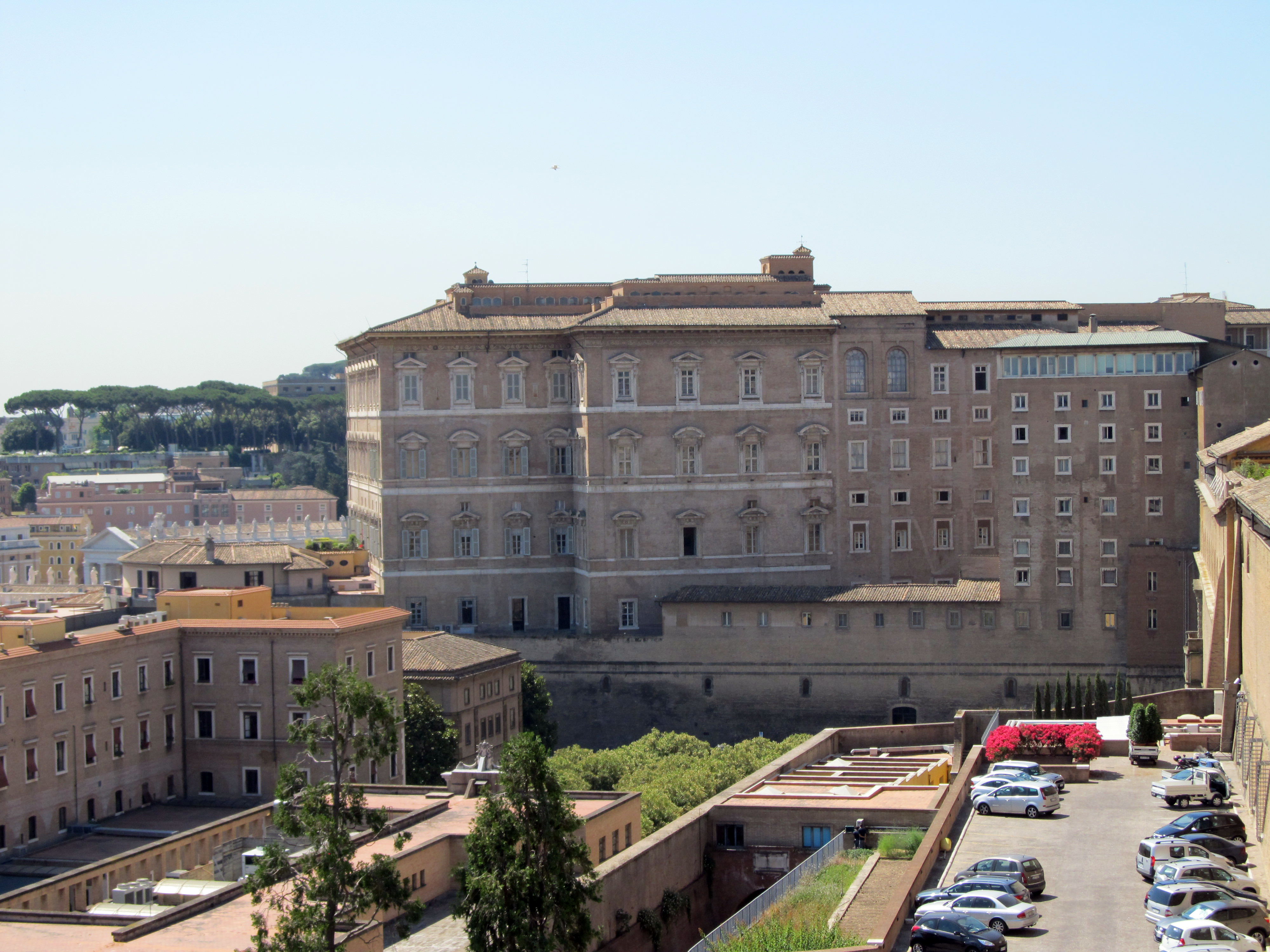
Apostolischer Palast Ostfassade

Der Apostolische Palast (auch: Papstpalast, Vatikanpalast, veraltet nur Vatikan) (italienisch Palazzo Apostolico) ist die offizielle Residenz des Papstes in der Vatikanstadt. Zu ihm gehören neben den päpstlichen Appartements auch Kapellen und Büros der Römischen Kurie sowie Teile der Vatikanischen Museen. Er ist nicht zu verwechseln mit dem Lateranpalast im etwa fünf Kilometer östlich gelegenen offiziellen Papstsitz Lateran.

## Das Gebäude

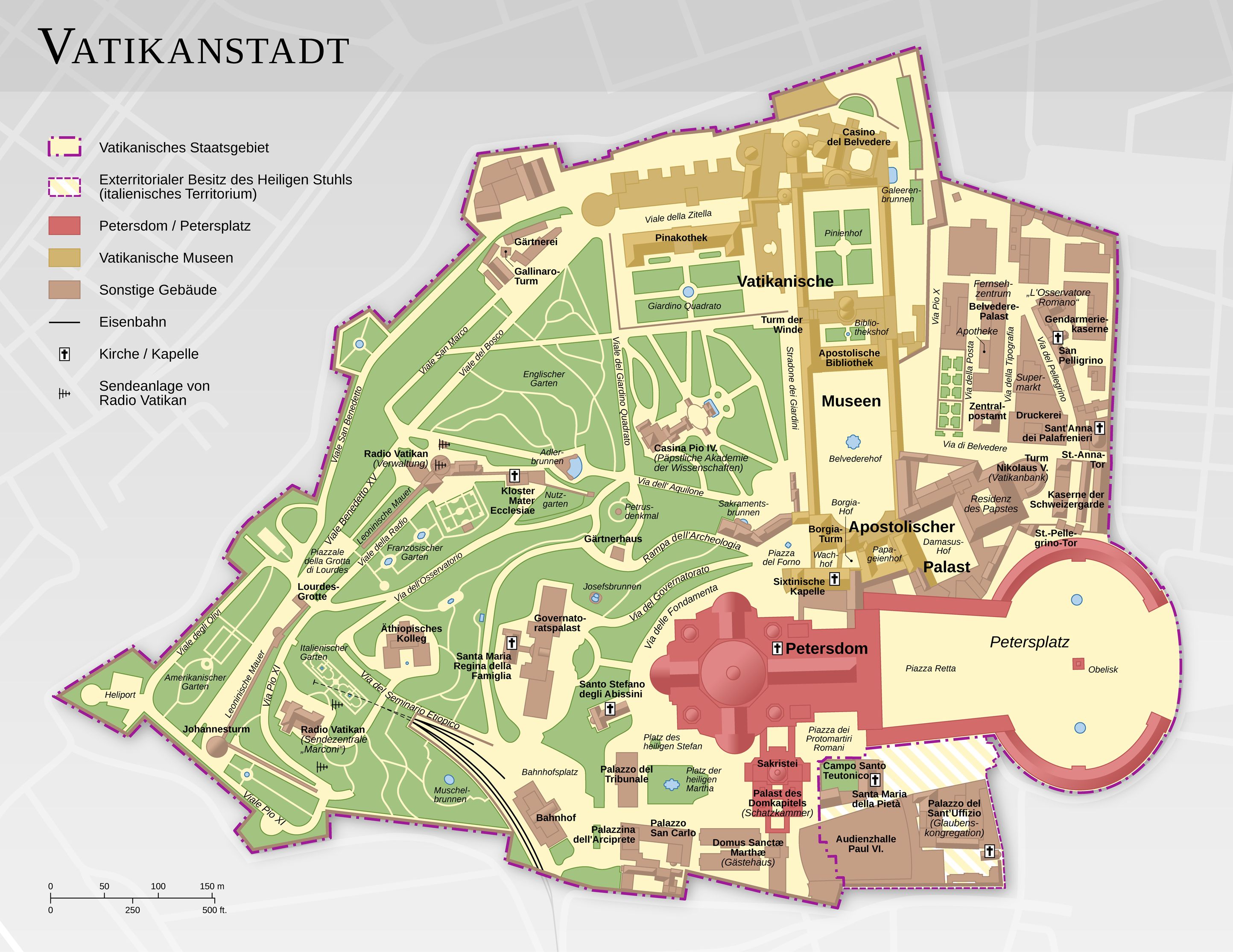
Karte des Vatikans: Der Apostolische Palast zwischen Petersplatz (rechts), Petersdom (mittig) und Vatikanmuseen (Mitte oben)

Der Palast ist ein Gebäudekomplex mit etwa 1400 Räumen und 55.000 m² Grundfläche. Der heute als Papstresidenz genutzte Bau wurde in den Jahren 1508 bis 1519 von Antonio da Sangallo d. J. errichtet und erstreckt sich rund um den zentralen Cortile San Damaso (Damasus-Hof), der bis 1519 von Donato Bramante gestaltet wurde. Er steht unter Denkmalschutz.
Ältere Teile des Palastes sind in die Vatikanischen Museen integriert (so zum Beispiel die Sixtinische Kapelle, die Cappella Niccolina, die Stanzen des Raffael und das Appartamento Borgia). Haupteingang von den Kolonnaden des Petersplatzes her ist das Bronzetor (Portone di Bronzo), das über einen breiten Flur zur Scala Regia führt.

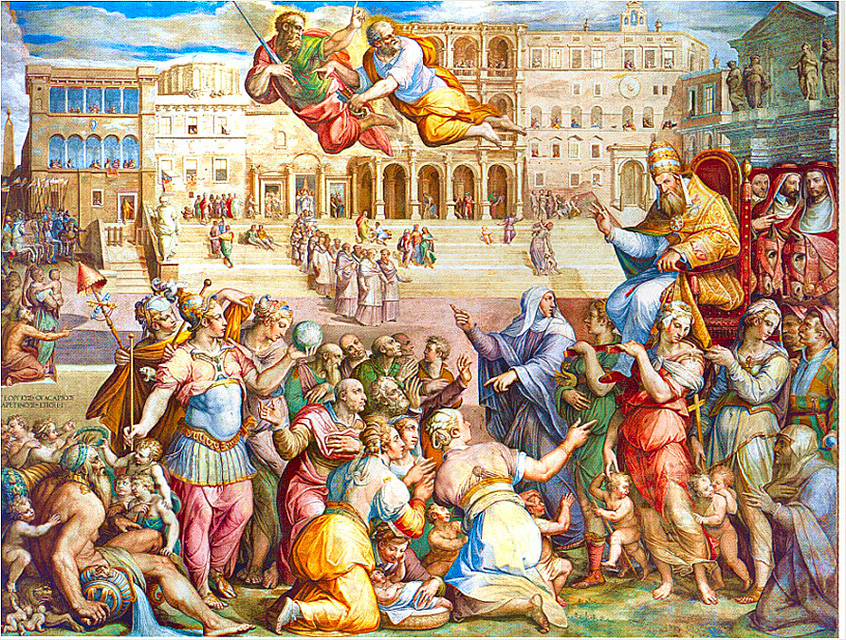
Fresko von Giorgio Vasari in der Sala Regia, ca. 1571–1574. Darstellung der Rückkehr von Papst Gregor XI. 1377 aus Avignon.
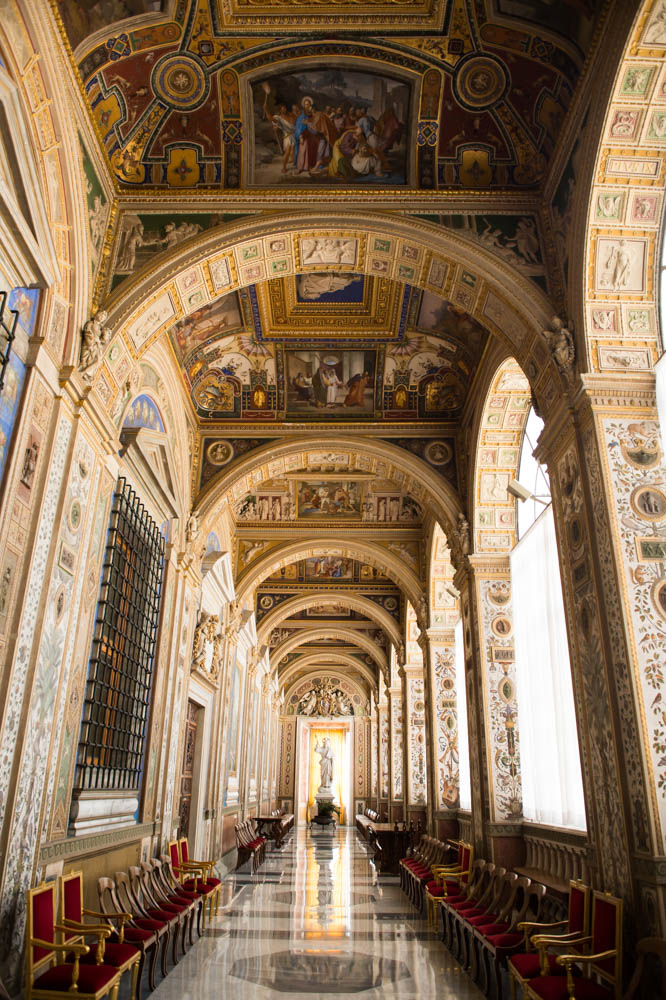
Loggia di Raffaello
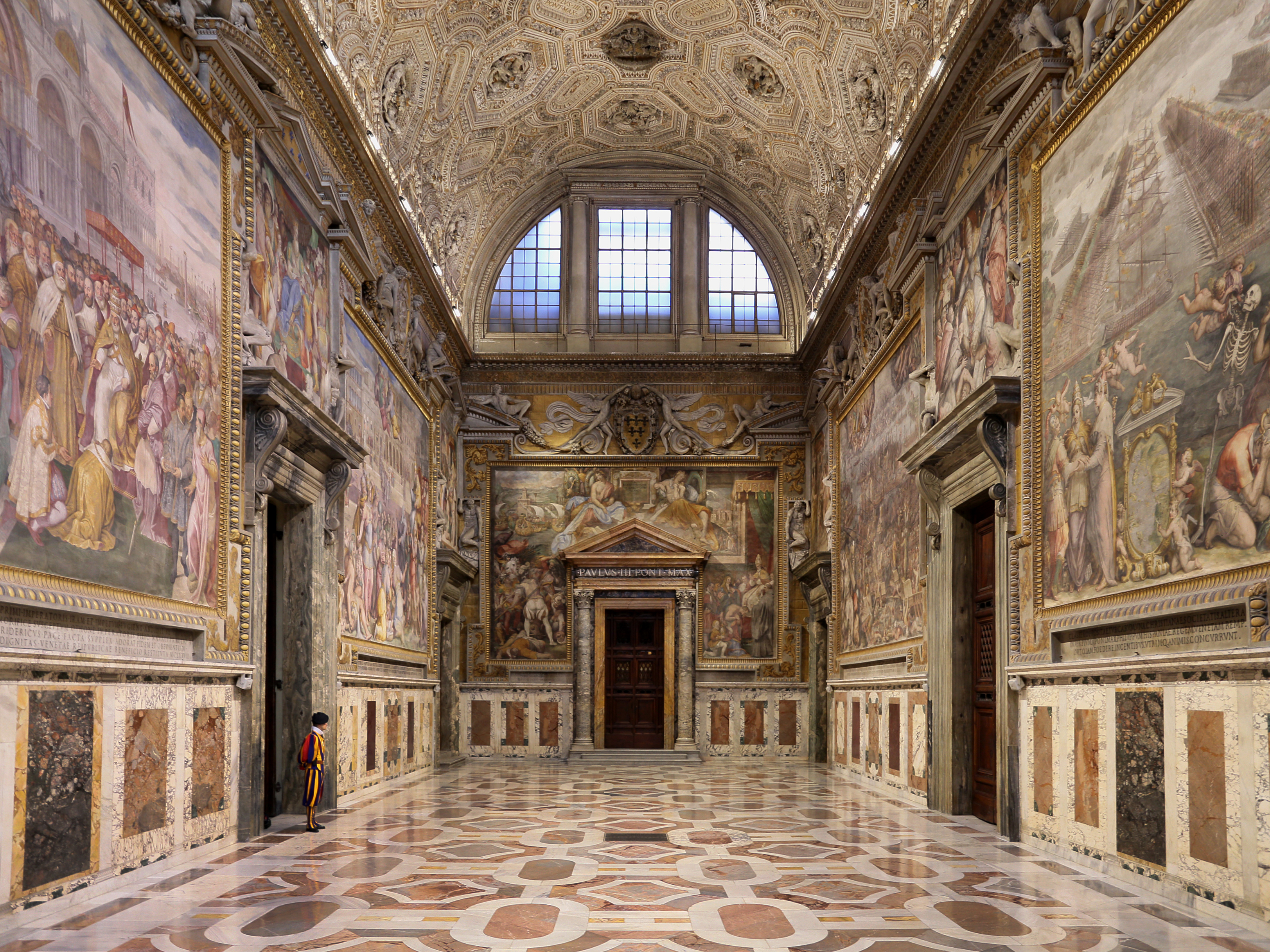
Sala Regia
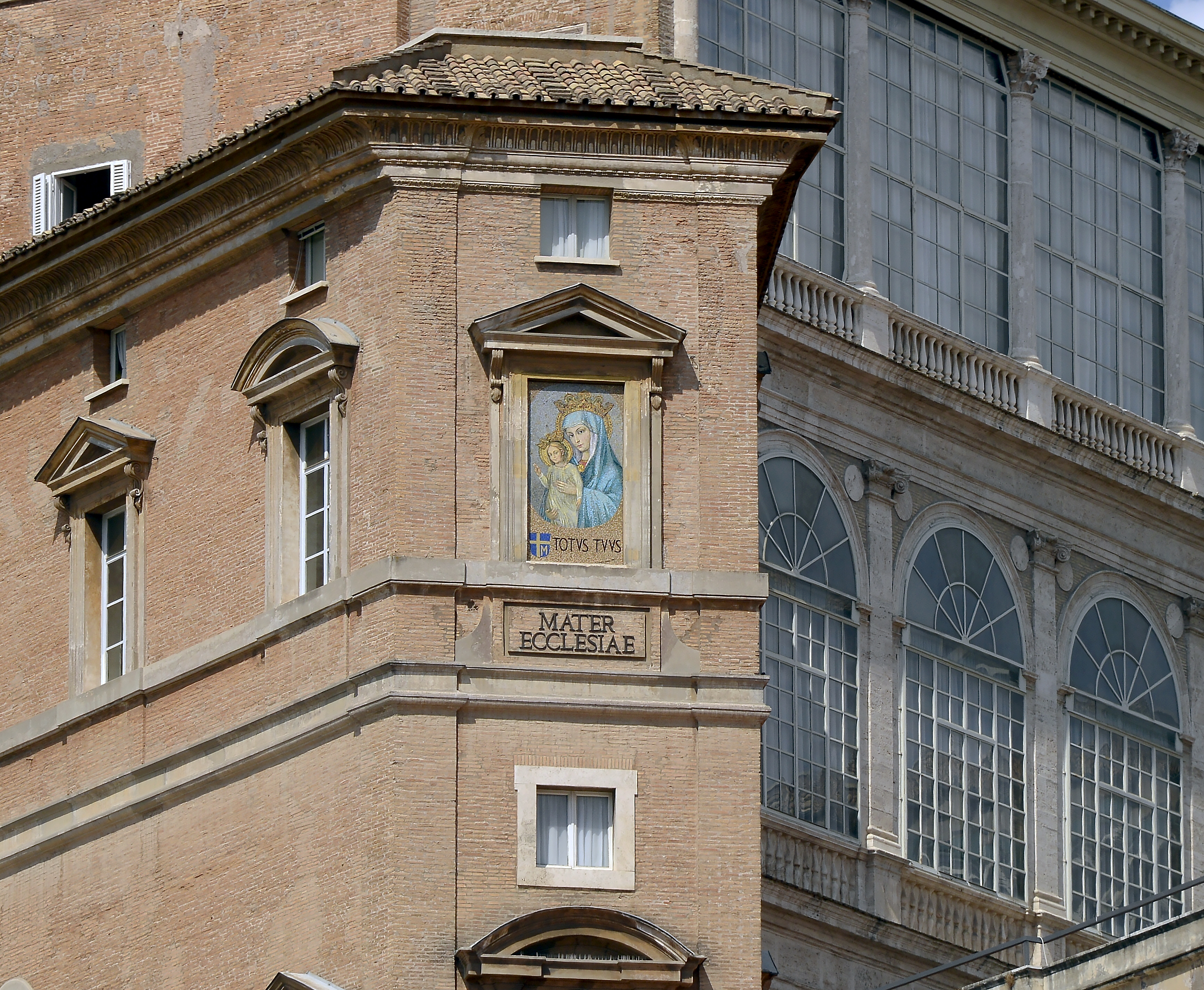
Mariendarstellung an einer Fassade, unter dem Pontifikat von Johannes Paul II. (1978–2005) angebracht. Zu sehen ist auch sein päpstlicher Wahlspruch Totus Tuus („Ganz der Deine“) sowie sein Papstwappen; der Wahlspruch und das M im Wappen beziehen sich auf Maria.
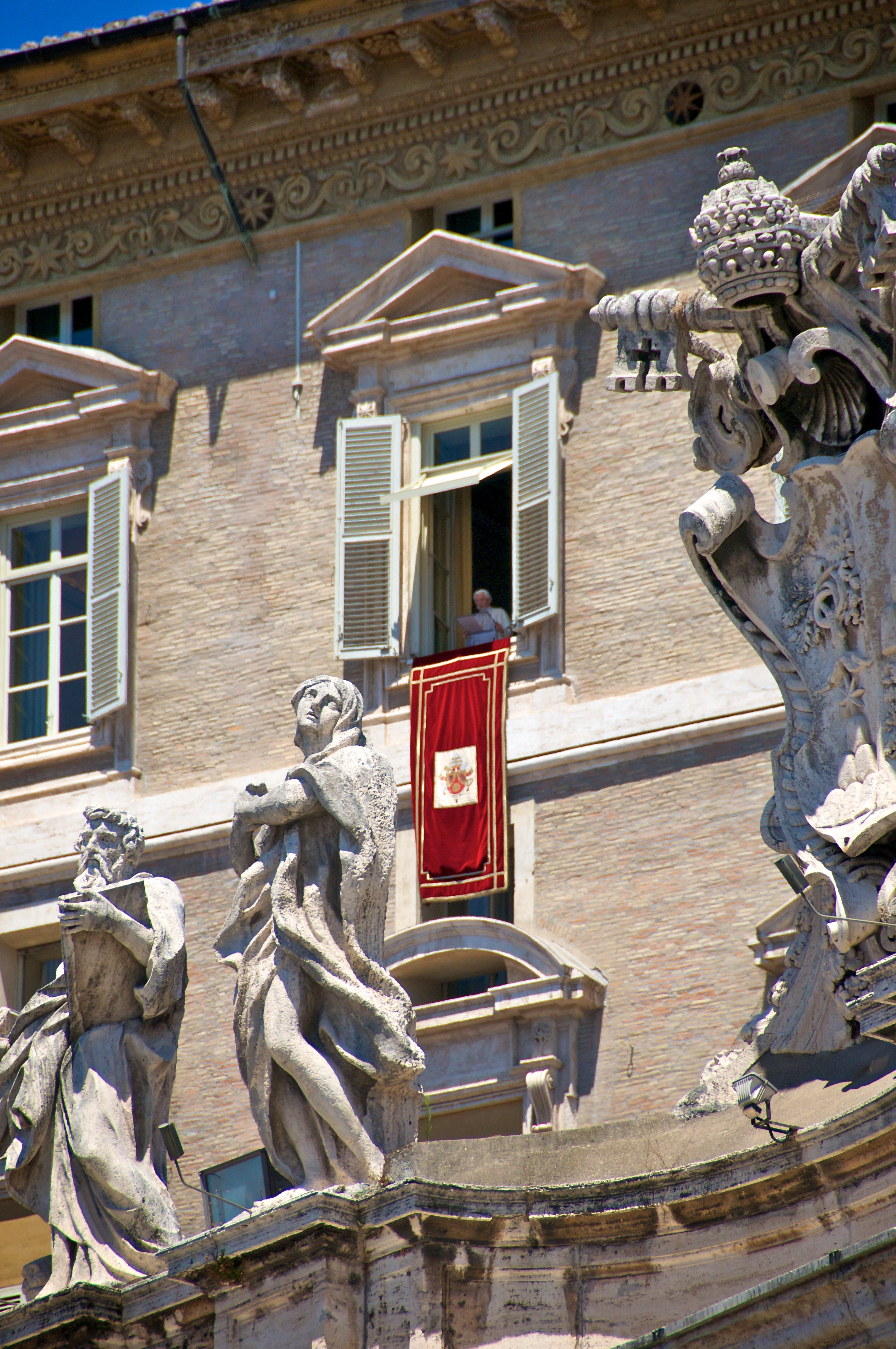
2011: Papst Benedikt XVI. zeigt sich der auf dem Petersplatz versammelten Menge am Fenster seines Arbeitszimmers im Apostolischen Palast. Jeden Sonntag betet der Papst von dort den Angelus.
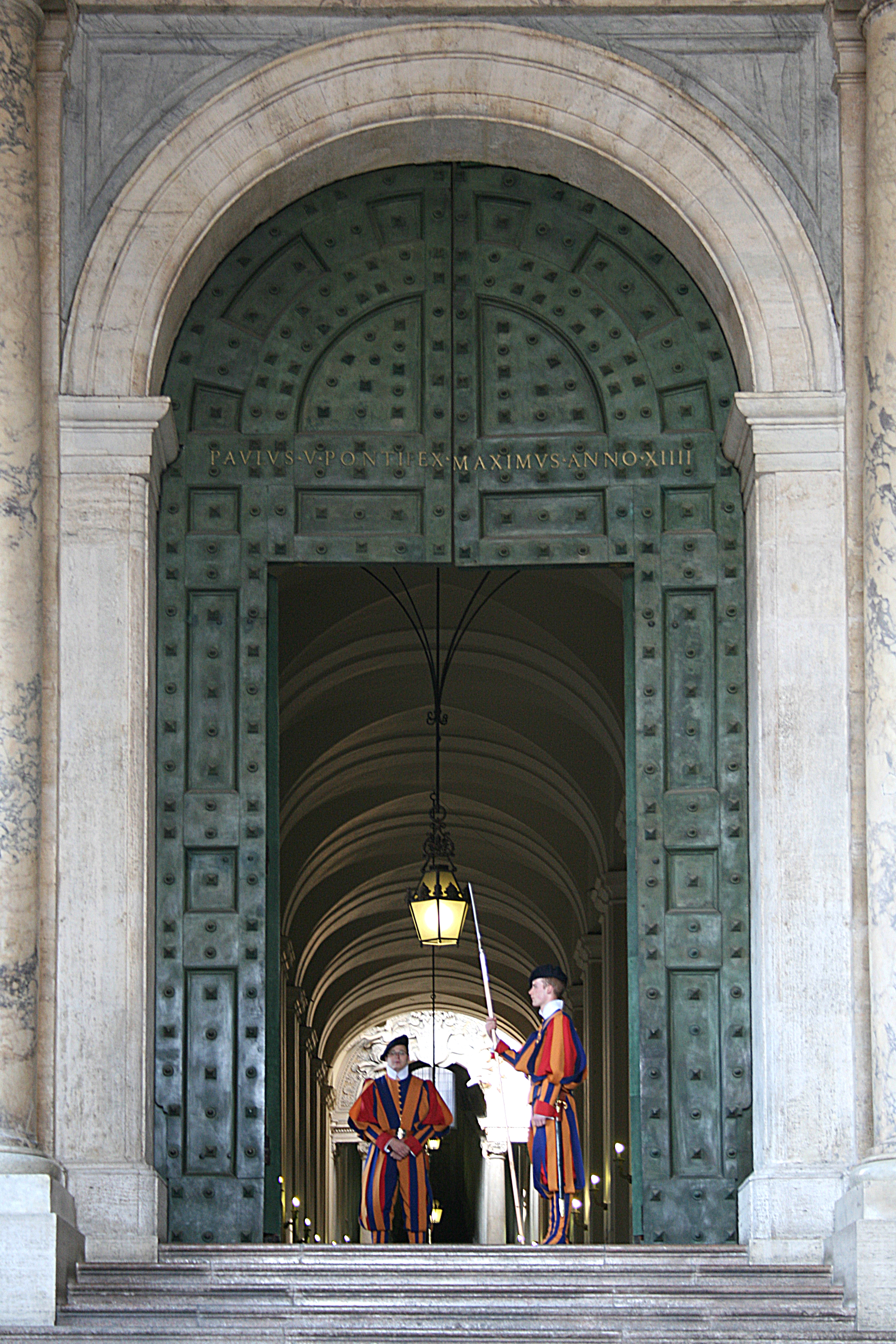
Der Portone di Bronzo am Eingang des Apostolischen Palastes des Vatikans

## Geschichte

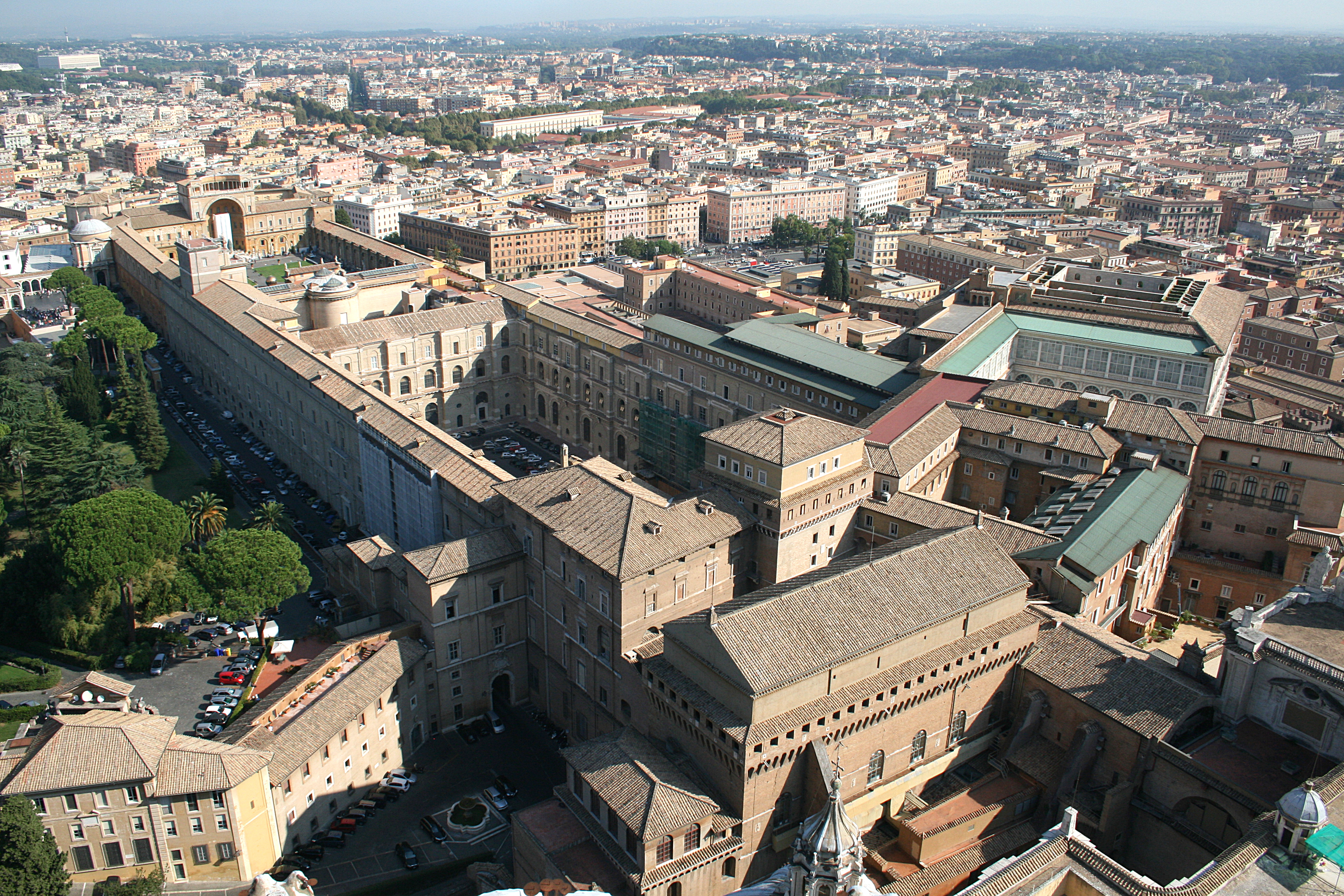
Links die Vatikanischen Museen, vorn die Sixtinische Kapelle, rechts im Hintergrund die Papstwohnung des Apostolischen Palastes

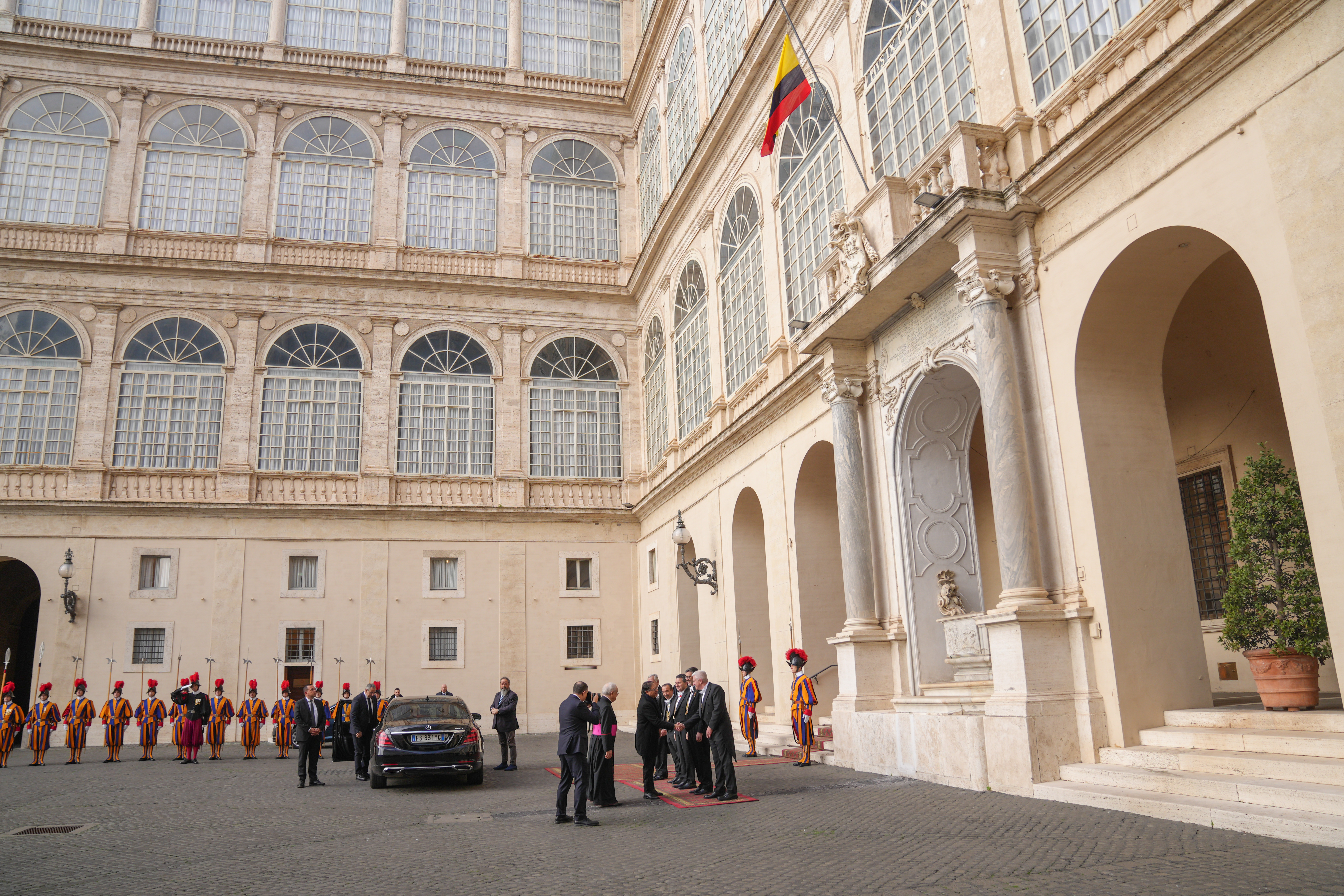
Ankunft eines Staatsbesuchs im Damasus-Hof

Unter Papst Symmachus wurde im fünften Jahrhundert der Vorläufer des heutigen Palastes als Alternative zum Lateranpalast erbaut, der seit der Spätantike bis zum Umzug der Päpste nach Avignon 1309 die Bischofsresidenz der römischen Bischöfe war. Ein zweiter Burgpalast wurde Mitte des 12. Jahrhunderts unter Eugen III. gebaut, der unter Innozenz III. erweitert wurde. Zwischen 1471 und 1605 entstand der heutige Vatikanpalast. Vatikan wurde zum Metonym für die Römische Kurie.  
Die eigentliche Residenz des Papstes ist ein hoher vierflügeliger Bau um einen kleinen rechteckigen Innenhof, der durch zwei Gebäudetrakte mit den Museumsbereichen des Apostolischen Palastes verbunden ist. Dazwischen befindet sich der große Damasus-Hof, in dem Staatsbesucher empfangen werden. Die päpstlichen Gemächer lagen zunächst im zweiten Piano nobile (dem zweitobersten Stockwerk), die letzten drei Fenster rechts. Hier befindet sich bis heute rechts außen das Schlaf- und Sterbezimmer von Papst Leo XIII. (1878–1903). Es ist deshalb bis heute unberührt geblieben, weil sein Nachfolger, Pius X. (1903–1914) in das oberste Stockwerk, die Zimmer genau darüber, umzog. Hier, mit weitem Blick über Rom, residieren die Päpste seit 1903 (mit Ausnahme von Papst Franziskus (2013–2025), der im Domus Sanctae Marthae wohnte und den Apostolischen Palast nur für den Empfang von Staatsgästen und für Privataudienzen nutzte). Die päpstlichen Gemächer umfassen etwa zehn Räume: ein Vestibül, Büros, die Privatkapelle, die Bibliothek, das private Arbeits- und das Schlafzimmer des Papstes, ein Esszimmer, ein Wohnzimmer, eine Küche, ein Krankenbehandlungszimmer und eine rund um den Innenhof verlaufende Dachterrasse. In den unteren Stockwerken des Gebäudes befinden sich Amtsräume der Kurie, insbesondere der sogenannten Päpstlichen Familie.
Pius XI. (1922–1939), Johannes XXIII. (1958–1963), Johannes Paul I. (1978) und Johannes Paul II. (1978–2005) starben in dem letzten Zimmer rechts im dritten Stockwerk. 
Bewacht wird der Palast von der Schweizergarde. Die Oberaufsicht führt das Governatorat der Vatikanstadt, die Verwaltung und protokollarische Aufgaben obliegen der Präfektur des Päpstlichen Hauses. 
Bis 1871 war die offizielle Sommerresidenz der Quirinalspalast. Nachdem der Kirchenstaat 1870 dem Königreich Italien einverleibt worden war, wurde der Quirinalspalast zur Residenz des Königs und nach 1946 zur Residenz des Präsidenten der Italienischen Republik.
In den heißen Sommermonaten halten sich die Päpste seit 1628 auch häufig in Castel Gandolfo auf, wo die päpstliche Residenz ebenfalls Apostolischer Palast oder auch Palazzo Pontifico genannt wird. Papst Franziskus, der die Sommerresidenz nicht nutzte, ließ dort ein Museum einrichten, das auch unter seinem Nachfolger Leo XIV. bestehen bleiben soll, der allerdings das Anwesen in den Sommermonaten wieder nutzt.